# Хіміч Іван Васильович
Іван Васильович Хіміч (*25 червня 1935) — український учений-фізик. Доктор фізико-математичних наук, професор. Академік АН ВШ України з 1995 р.

## Біографія
Народився у с. Іршава Закарпатської обл. У селянській родині. Закінчив фізико-математичний факультет Ужгородського університету в 1958 р. та аспірантуру в 1963 р. У 1971—1976 рр. — завідувач кафедри теоретичної фізики УжДУ, у 1986—2006 рр. — завідувач кафедри ядерної фізики УжНУ. Доктор фіз.-мат. наук (1983), професор (1986). З 2006 р. — професор кафедри теоретичної фізики УжНУ.

## Наукова діяльність
Основні наукові праці присвячені подальшим фундаментальним напрямам сучасної теоретичної та ядерної фізики: релятивістська аксіоматична квантова теорія поля, теорія взаємодій елементарних частинок, фізика частинок високих енергій, фізика ізомерних станів ядер, теорія парних кореляцій нуклонів у ядрах та надплинних станів атомних ядер.
Автор і співавтор 150 наукових і науково-методичних праць.
Підготував 4 кандидатів наук, 2 учні стали докторами фіз.-мат. наук.

## Визнання
Заслужений працівник освіти України (1995), лауреат Нагороди Ярослава Мудрого АН ВШ України (2005), Святого Володимира АН ВШ України (2010).
Член Президії АН ВШ України у 2004—2010 рр.